# Нота Халла
Нота Халла, также нота Хэлла (англ. the Hull note, официально англ. Outline of Proposed Basis for Agreement Between the United States and Japan), — финальное предложение США Японии перед японским налётом на базу Пёрл-Харбор и объявлением войны. Нота была представлена послу Японии в США 26 ноября 1941 года.
Нота носит фамилию госсекретаря США Корделла Халла. В ней содержались требования полного вывода японских войск из Индокитая и Китая (кроме Маньчжоу-го), и выхода Японии из Тройственного пакта. Нота была воспринята премьер-министром Хидэки Тодзио как ультиматум.

## Содержание
Нота Халла состояла из двух разделов.
Первый раздел, названный «Проектом декларации совместной политики», включал следующие принципы:
- Признание нерушимости территориальной целостности и суверенитета всех без исключения наций;

- невмешательство во внутренние дела других стран;
- равенство, включая равенство коммерческих возможностей и обращения;
- опора на международное сотрудничество и примирение для предотвращения и мирного урегулирования разногласий;
- недискриминация в международных коммерческих отношениях;
- международное экономическое сотрудничество и отмена крайнего национализма, выражающегося в чрезмерных торговых ограничениях;
- недискриминационный доступ всех стран к поставкам сырья;
- полная защита интересов стран-потребителей и населения при выполнении международных товарных соглашений;
- создание таких институтов и механизмов международных финансов.

Второй раздел ноты состоял из 10 пунктов и был озаглавлен «Меры, которые должны быть предприняты правительством Соединенных Штатов Америки и правительством Японии». В него были включены следующие пункты:
- Многосторонний пакт о ненападении между Британской империей, Китаем, Японией, Нидерландами, Советским Союзом, Таиландом и США;
- обязательство уважать территориальную целостность Французского Индокитая;
- вывод всех военных, военно-морских, воздушных и полицейских сил из Китая и Индокитая;
- отказ от всякой поддержки (в военном, политическом, экономическом отношении) какого-либо правительства или режима в Китае, кроме национального правительства Китайской Республики;
- Оба правительства, Япония и США, откажутся от всех экстерриториальных прав в Китае;
- Начало переговоров о заключении между Соединенными Штатами и Японией торгового соглашения, основанного на взаимном режиме наибольшего благоприятствования;
- Снятие ограничений на замораживание японских средств в США и американских средств в Японии;
- Согласовать план стабилизации курса доллар-йена;
- Отмена соглашений с какими-либо третьими державами, противоречащего основной цели настоящего соглашения;
- Обязательство повлиять на другие правительства, чтобы они соблюдали основные политические и экономические принципы настоящего соглашения[3].

## Реакция японского правительства
Занимавший пост премьер-министра Хидеки Тодзио объявил кабинету министров Японии, что американская нота представляет собой ультиматум, имея в виду требование вывода японских войск из Китая и французского Индокитая.